# Padureso (Jumo)
Padureso is een bestuurslaag in het regentschap Temanggung van de provincie Midden-Java, Indonesië. Padureso telt 1499 inwoners (volkstelling 2010).